# 오르세

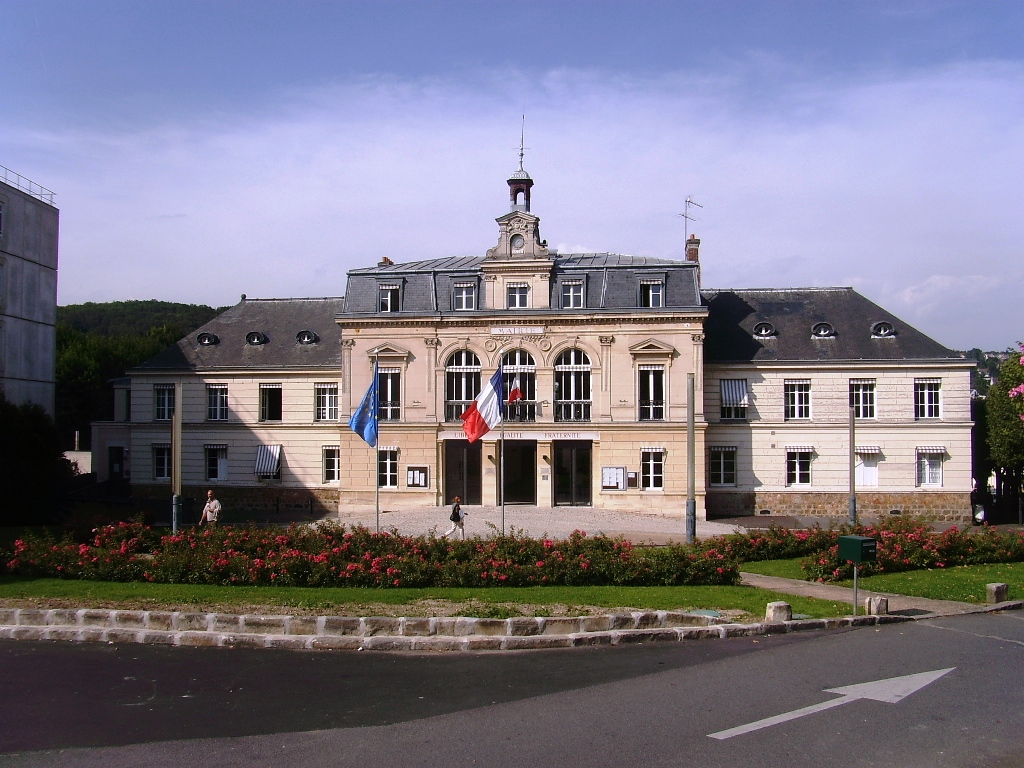
오르세

오르세(프랑스어: Orsay)는 프랑스 일드프랑스 에손의 코뮌이다. 파리 중심으로부터 20.7km(12.9마일) 떨어져 있다.
118번 국도가 교차하는 파리-사클레 대학의 오르세 캠퍼스 자리에 있는 오르세는 파리 수도권과 쉐브뢰즈 계곡의 주거 도시가 되었으며, 쉽게 접근할 수 있고 파리-사클레 과학 중심지에 보존된 환경이 있다. 해당 지역에는 CNRS 및 퀴리 연구소의 실험실이 모여 있다.

## 인구
| 연도        | 인구   | ±% p.a. |
| ----------- | ------ | ------- |
| 1968        | 12,087 | —       |
| 1975        | 13,530 | +1.62%  |
| 1982        | 14,057 | +0.55%  |
| 1990        | 14,849 | +0.69%  |
| 1999        | 16,236 | +1.00%  |
| 2007        | 16,411 | +0.13%  |
| 2012        | 15,880 | −0.66%  |
| 2017        | 16,421 | +0.67%  |
| 출처: INSEE |        |         |